# کالیستا فلوکهارت
کالیستا فلوکهارت (انگلیسی: Calista Flockhart؛ زادهٔ ۱۱ نوامبر ۱۹۶۴) هنرپیشه اهل ایالات متحده آمریکا است. وی از سال ۱۹۸۹ میلادی تاکنون مشغول فعالیت بوده‌است.
از فیلم‌هایی که وی در آن نقش داشته‌است، می‌توان به قفس پرنده، آخرین شلیک، چیزهایی …، برهنه در نیویورک، دروغ‌گفتن در آمریکا و رؤیای شب نیمه تابستان اشاره کرد.